# Pilgerochloa
Pilgerochloa es un género de plantas herbáceas perteneciente a la familia de las poáceas. Es originario de Asia Menor. 
Algunos autores lo incluyen en el género Ventenata.

## Especies
- Pilgerochloa blanchei
- Pilgerochloa eigiana